# Sam Webster
Sam Webster, född den 16 juli 1991 i Auckland, är en nyzeeländsk tävlingscyklist.
Vid junior-VM 2009 i Moskva vann han guld i sprint, lagsprint och keirin.
Han tog OS-silver i lagsprint i samband med de olympiska tävlingarna i cykelsport 2016 i Rio de Janeiro..